# Svaneke vattentorn
Svaneke vattentorn är ett före detta vattentorn utanför Svaneke på ön Bornholm i Danmark. Det är cirka 30 meter högt och har form som en båk.
Vattentornet ritades år 1952 av arkitekt Jørn Utzon och var    hans första officiella uppdrag. Det är tillverkat i armerad betong och klätt med trä. Utzon ville att det skulle vara eternitklätt, men det ansågs vara för dyrt.

## Historia
Befolkningen i Svaneke hämtade ända fram till på 1950-talet sitt vatten från några få borrade brunnar men den 19 april 1950 beslöt kommunstyrelsen att låta bygga ett vattenverk och ett år senare även en pumpstation och ett vattentorn ritade av Jørn Utzon. Vattentornet rymde 120 m³ och visade sig snart vara för litet så när Svaneke slogs ihop med Nexø år 1970 byggdes en vattenledning därifrån. Vattentornet stängdes när ett större vattenmagasin i kommunen invigdes år 1988 och vattenverket lades i malpåse.
Vattentornet är kulturskyddat sedan år 1990 och pumpstationen sedan 2015.